# بادي هويل
بادي هويل (بالإنجليزية: Buddy Howell) هو لاعب كرة قدم أمريكية أمريكي، ولد في 27 مارس 1996 في Coconut Grove ‏ في الولايات المتحدة.